# KAI LAH
El KAI LAH (helicóptero armado ligero) es un helicóptero de combate bimotor compacto desarrollado por Korea Aerospace Industries (KAI).
El LAH se desarrolló a partir del Eurocopter EC155 tras un acuerdo entre el fabricante multinacional Airbus Helicopters y KAI celebrado en 2015. Es capaz de realizar múltiples funciones de misión, incluido el ataque ligero, el apoyo aéreo cercano, la escolta y el transporte de tropas, reemplazando tanto a los helicópteros MD500 Defender y AH-1S Cobra del Ejército de la República de Corea (ROKA). El 4 de julio de 2019, el LAH realizó su primer vuelo y, según se informa, KAI pretende completar su desarrollo durante 2022. La compañía ha impulsado varias variantes conceptuales del LAH, incluido un vehículo aéreo no tripulado (UAV) y un modelo de helicóptero utilitario ligero (LUH) para transporte de tropas.